# She (album)
She is het eerste volledige muziekalbum van Caamora; het samenwerkingsverband van Clive Nolan en Agnieszka Swita. Het is een rockopera annex rockmusical. Alles is gecomponeerd door Nolan en als zodanig ook opgenomen in het zijn eigen Thin Ice Studio, waarook de albums van Arena werden opgenomen. Het verhaal is gebaseerd op de bestseller She van Henry Rider Haggard over de oppermachtige Ayesha. Caamora zijn niet de eersten die vielen voor dit boek; het is al meerdere keren verfilmd. De muziek leunt tegen die van Arena aan, maar de scherpe kantjes zijn er vanaf, ook de bombast is minder doordat bijna het gehele album wordt gezongen.

## Rollen
- Agnieszka Swita – Ayesha
- Clive Nolan – Leo
- Alan Reed (Pallas)– Holly
- Christina Booth (Magenta)- Ustane

## Musici
- Mark Westwood (Neo)– gitaar
- Alaster Bentley – hobo
- Mark Kane – hoorn
- Hugh McDowell (Electric Light Orchestra)– cello
- Clive Nolan – toetsen en orkestratie
- John Jowitt (IQ)– basgitaar
- Scott Higham – slagwerk

## Compositie
De opera komt in twee acten; gelijklopend met de twee cd's.

### Act 1
1. Overture (6:12)
2. Scene 1:
  1. The Storm (4:31)
  2. The Veil (4:59)
  3. Covenant of Faith (3:19)
  4. Rescue (5:04)
3. Scene 2:
  1. The Lost City (1:57)
  2. The Bonding (5:25)
  3. Ambush (5:22)
4. Scene 3:
  1. Judgement (5:27)
  2. History (5:36)
5. Scene 4:
  1. Confrontation (6:16)
  2. Vigil (4:50)
6. Scene 5:
  1. Shadows (7:20)

### Act 2
1. Scene 1:
  1. Fire Dance (9:56)
2. Scene 2:
  1. Cursed (4:51)
  2. Closer (2:57)
  3. Disbelief (1:11)
  4. Murder (4:03)
  5. The Eleventh Hour (5:10)
3. Scene 3:
  1. Resting Place (6:14)
  2. The Sands of Time (4:18)
4. Scene 4:
  1. Embrace the Fire (3:35)
  2. The Night Before (3:55)
5. Scene 5:
  1. The Fire of Life (10:12)

De rockopera komt in een aantal versies uit; alleen cd; alleen Dvd en een combinatie daarvan. De Dvd bevat opnamen uit Katowice, oktober 2007.